# اداهویسکا
اداهویسکا (به اسپانیایی: Adahuesca) یک شهرستان در اسپانیا است که در استان هوئسکا واقع شده‌است.

## خصوصیات
اداهویسکا ۵۲ کیلومترمربع مساحت و ۱۶۳ نفر جمعیت دارد.